# アエリウス氏族
アエリウス氏族 (ラテン語: Aelii) は、古代ローマの氏族のひとつ。プレブス系。

## 共和政期

### パエトゥス
- プブリウス・アエリウス・パエトゥス (紀元前337年の執政官)[1]
- ルキウス・アエリウス・パエトゥス：紀元前296年のアエディリス・プレブス。牧畜業者からの罰金を使って競技会を開き、ケレース神殿に金の聖杯を奉納[2]。
- ガイウス・アエリウス・パエトゥス：紀元前286年執政官[3]。
- クィントゥス・アエリウス・パエトゥス：紀元前216年の執政官選挙に落選した神祇官。カンナエの戦いで戦死[4]。
- プブリウス
  - クィントゥス
    - プブリウス・アエリウス・パエトゥス (紀元前201年の執政官)[5]
      - クィントゥス・アエリウス・パエトゥス：紀元前167年執政官[3]。

    - セクストゥス・アエリウス・パエトゥス・カトゥス：紀元前198年執政官[6]。
- アエリウス・パエトゥス：紀元前150年頃の貨幣鋳造三人委員[7]。
- プブリウス(・アエリウス)・パエトゥス：紀元前130年前後の貨幣鋳造三人委員[7]。

### トゥベロ
- ガイウス・アエリウス・トゥベロ：プラエトル。時期は不明[8]。
- ルキウス・アエリウス・トゥベロ：紀元前201年のシキリア担当プラエトル[5]。
- クィントゥス・アエリウス・トゥベロ：紀元前177年の護民官。元トゥリウム入植三人委員の同僚であったアウルス・マンリウス・ウルソ (紀元前178年の執政官)召還動議に反対[9]。ルキウス・アエミリウス・パウッルス・マケドニクスの娘と結婚[10]。
  - クィントゥス・アエリウス・トゥベロ：恐らく紀元前130年頃の護民官。スキピオ・アエミリアヌスに反対してアウグルの陪審義務を宣言。ティベリウス・グラックスに反対の論陣を張ったとされる[11][12]。
- プブリウス・アエリウス・トゥベロ：紀元前177年の首都プラエトル[9]。

### リグス
- プブリウス
  - プブリウス
    - プブリウス・アエリウス・リグス：紀元前172年執政官[13]
- アエリウス・リグス：紀元前58年の護民官。同僚のプブリウス・クロディウス・プルケルと共にマルクス・トゥッリウス・キケロ追放を主導[14]。

### その他
- プブリウス・アエリウス：紀元前409年に選出された初のプレブス出身クァエストルの一人[15]。
- ガイウス・アエリウス，紀元前285年の護民官[16]。
- ガイウス・アエリウス：紀元前178年のトリブヌス・ミリトゥム。アウルス・マンリウス・ウルソ指揮下の第三軍団所属。イストリアに奪われた本陣を回復[17]。
- ティトゥス・アエリウス：上記ガイウスの同僚。
- ルキウス・アエリウス・ラミア：紀元前42年のプラエトル[18]。

## 帝政期
- ルキウス・アエリウス・セイヤヌス：ティベリウス帝のプラエフェクトゥス・プラエトリオ。